# Losdolobus parana
Espèce
Losdolobus parana est une espèce d'araignées aranéomorphes de la famille des Orsolobidae.

## Distribution
Cette espèce se rencontre au Brésil au Paraná et en Argentine,.

## Description
Le mâle holotype mesure 2,37 mm et la femelle paratype 3,11 mm.

## Étymologie
Son nom d'espèce lui a été donné en référence au lieu de sa découverte, le Paraná.

## Publication originale
- Platnick & Brescovit, 1994 : A new genus of the spider family Orsolobidae (Araneae, Dysderoidea) from Brazil. American Museum novitates, no 3112, p. 1-6 (texte intégral).